# Stanisław Ryłko
Stanisław Marian Ryłko, né le 4 juillet 1945 à Andrychów en Pologne, est un cardinal polonais de la Curie romaine. Ancien président du Conseil pontifical pour les laïcs, il fut de décembre 2016 à juillet 2025, le cardinal archiprêtre de la basilique Sainte-Marie-Majeure.

## Biographie

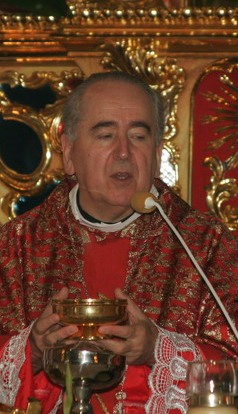
Stanisław Ryłko en 2007.

### Enfance et études
Stanisław Ryłko entre au séminaire de Cracovie à dix-huit ans. L'archevêque de Cracovie Karol Wojtyła lui confère les ordres mineurs, l'ordonne diacre, puis prêtre le 30 mars 1969.
Une fois prêtre, il continue ses études, obtenant une licence de théologie à la Faculté pontificale de théologie de Cracovie en 1971 puis une maîtrise en sciences sociales à l'université pontificale grégorienne à Rome (1972-1978), où il obtient une maîtrise en sciences sociales.

### Prêtre
De retour en Pologne, il est nommé vice-recteur du grand séminaire de Cracovie et professeur en théologie pastorale et en sociologie de la religion à l'Académie pontificale de théologie de 1978 à 1987.
Au niveau national, il devient dès 1979 secrétaire de la Commission pour l'apostolat des laïcs de la Conférence épiscopale polonaise.
En 1987, il retourne à Rome comme chef de bureau de la section pour les jeunes du Conseil pontifical pour les laïcs, ce qui lui permet en particulier d'organiser les Journées mondiales de la jeunesse (JMJ) de Saint-Jacques-de-Compostelle (1989), de Częstochowa (1991) et de Denver (1993).
En 1993, il change de dicastère, travaillant pour la section polonaise de la secrétairerie d'État, devenant ainsi un collaborateur très proche de son ancien archevêque, le pape Jean-Paul II. Cette collaboration intense s'est poursuivie jusqu'à la mort du souverain pontife.

### Évêque
Le 20 décembre 1995, il est nommé archevêque titulaire de Novica (de) et secrétaire du Conseil pontifical pour les laïcs, et est consacré évêque quelques jours plus tard, le 6 janvier 1996, par Jean-Paul II. Comme secrétaire, il seconde successivement les cardinaux Eduardo Pironio puis James Francis Stafford avant d'être lui-même nommé président du Conseil pontifical pour les laïcs le 4 octobre 2003. Confirmé dans cette mission par Benoît XVI, il organise les Journées mondiales de la jeunesse (JMJ) de Cologne en août 2005 et de Sydney en 2008.

### Cardinal
Il est créé cardinal par Benoît XVI lors du consistoire du 24 novembre 2007 avec le titre de cardinal-diacre du Sacro Cuore di Cristo Re. Il opte pour l'ordre des cardinaux-prêtres le 19 mai 2018. 
Le 12 juin 2008, il est nommé membre de la Congrégation pour les causes des saints, de la Congrégation des évêques et de la Commission pontificale pour l'Amérique latine.
Le 9 septembre 2014 il est nommé par François père synodal pour la troisième assemblée générale extraordinaire du synode des évêques sur la famille se déroulant du 5 au 19 octobre en qualité de président du conseil pontifical pour les Laïcs.
Avec la publication du motu proprio Sedula Mater le 17 août 2016, le conseil pontifical qu'il présidait jusque-là est supprimé à partir du 1er septembre suivant. N'étant pas encore nommé à un nouveau poste, il est pressenti par des journalistes pour succéder au cardinal Stanisław Dziwisz ayant déjà dépassé l'âge de la retraite, sur le siège de l'archidiocèse de Cracovie.
Il est finalement nommé archiprêtre de la basilique Sainte-Marie-Majeure par François le 28 décembre 2016, en remplacement du cardinal démissionnaire Santos Abril y Castelló. Le 11 août 2018, il est en outre nommé membre de la Commission pontificale pour l'État de la Cité du Vatican.
Il participe aux conclaves de 2013 (élection de François) et de 2025 (élection de Léon XIV). Il atteint 80 ans le 4 juillet 2025, ce qui l'exclut de participation aux votes d'un éventuel conclave.

## Distinctions
- Grand-croix de l'ordre Polonia Restituta (par le président Andrzej Duda le 9 novembre 2015[5], commandeur du 9 novembre 2009[6])